# Trentasei vedute del Monte Fuji

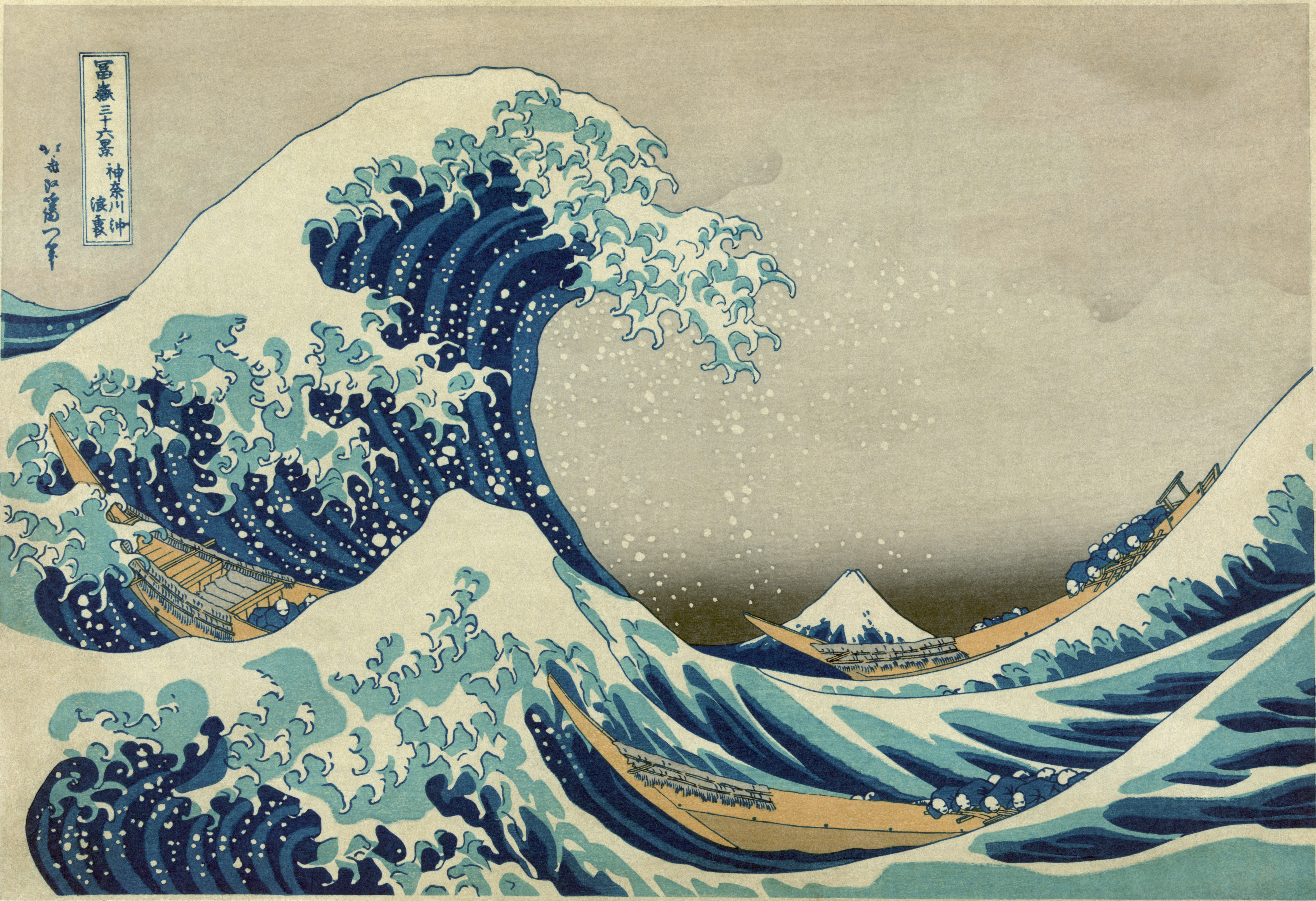
La grande onda di Kanagawa (神奈川沖浪裏, Kanagawa-oki nami-ura)

Trentasei vedute del Monte Fuji (富嶽三十六景?, Fugaku Sanjūrokkei) è una serie paesaggistica di stampe in stile ukiyo-e realizzata dall'artista giapponese Katsushika Hokusai (1760–1849) tra il 1826 e il 1833. Consiste in 46 xilografie policrome aventi come soggetto il Fuji, rappresentato in condizioni meteorologiche e stagioni diverse da posti e distanze variabili. Le prime 36 furono incluse nella pubblicazione originale e, considerata la loro popolarità, altre 10 furono aggiunte dopo la pubblicazione originale.

## Storia
Nonostante Trentasei vedute del Fuji di Hokusai sia la più famosa serie ukiyo-e avente il Monte Fuji come soggetto, esistono parecchie altre serie sullo stesso soggetto, tra le altre le 36 vedute del Fuji di Hiroshige, e le 100 vedute del Monte Fuji, anch'esse di Hokusai. Il Fuji è un soggetto molto popolare nell'arte Giapponese per il suo significato culturale e religioso. Si può trovare traccia di questa credenza nella Storia di un tagliabambù, in cui una dea deposita l'elisir della vita sulla cima del monte. Come spiegato da Henry Smith, "Perciò fin da tempi antichi, il Fuji fu visto come la sorgente del segreto dell'immortalità, una tradizione che fu al centro dell'ossessione di Hokusai per il Monte."
La più famosa immagine della serie è conosciuta in italiano come La grande onda di Kanagawa (神奈川沖浪裏?, Kanagawa-oki nami-ura). Rappresenta tre imbarcazioni minacciate da una grande onda con il Monte Fuji che sorge sullo sfondo. Anche se comunemente si pensa che l'onda sia uno tsunami, probabilmente l'onda rappresentata è intesa solo come un'onda oceanica di grandi dimensioni.
Ognuna delle immagini fu creata tramite un processo nel quale un'immagine su carta veniva utilizzata come guida per l'intaglio su legno. Il blocco di legno veniva successivamente coperto di inchiostro e applicato su carta per creare l'immagine (vedi xilografia per maggiori dettagli). La complessità delle immagini di Hokusai è dovuta anche alla grande quantità di colori impiegati, che richiedeva l'utilizzo di una serie di blocchi di legno per ognuno dei colori utilizzati nelle immagini.

## Stampe

### 36 originali
Queste immagini sono di stampe facsimili moderne realizzate con la stessa tecnica.
| №  | Immagine | Titolo Italiano                                                                    | Titolo Giapponese                                                  |
| -- | -------- | ---------------------------------------------------------------------------------- | ------------------------------------------------------------------ |
| 1  |          | La grande onda di Kanagawa                                                         | Kanagawa oki nami-ura (神奈川沖浪裏?)                              |
| 2  |          | Vento leggero, mattino sereno (anche conosciuto come Fuji Rosso)                   | Gaifū kaisei (凱風快晴?)                                           |
| 3  |          | Tempesta di pioggia sotto la Cima                                                  | Sanka hakū (山下白雨?)                                             |
| 4  |          | Sotto il Ponte Mannen a Fukagawa                                                   | Fukagawa Mannen-bashi shita (深川万年橋下?)                        |
| 5  |          | Sundai, Edo                                                                        | Tōto sundai (東都駿台?)                                            |
| 6  |          | I pini di Aoyama                                                                   | Aoyama enza-no-matsu (青山円座松?)                                 |
| 7  |          | Senju, Provincia di Musashi                                                        | 武州千住 (Bushū Senju?)                                            |
| 8  |          | Il passo di Inume a Kōshū                                                          | Kōshū inume-tōge (甲州犬目峠?)                                     |
| 9  |          | Il Fuji visto dalla Provincia di Owari                                             | Bishū Fujimigahara (尾州不二見原?)                                 |
| 10 |          | Ejiri nella Provincia di Suruga                                                    | Sunshū Ejiri (駿州江尻?)                                           |
| 11 |          | Uno schizzo dei negozi Mitsui nella via Suruga di Edo                              | Kōto Suruga-cho Mitsui Miseryakuzu (江都駿河町三井見世略図?)       |
| 12 |          | Tramonto attraverso il ponte di Ryōgoku dalla riva del fiume Sumida a Onmayagashi  | Ommayagashi yori ryōgoku-bashi yūhi mi (御厩川岸より両国橋夕陽見?) |
| 13 |          | Terrazza di Sazai - Tempio dei 500 Rakan                                           | Gohyaku-rakanji Sazaidō (五百らかん寺さざゐどう?)                  |
| 14 |          | Casa del tè a Koishikawa il mattino dopo una nevicata                              | Koishikawa yuki no ashita (礫川雪の旦?)                            |
| 15 |          | Shimomeguro                                                                        | Shimo-Meguro (下目黒?)                                             |
| 16 |          | Mulino ad Onden                                                                    | Onden no suisha (隠田の水車?)                                      |
| 17 |          | Enoshima nella Provincia di Sagami                                                 | Soshū Enoshima (相州江の島?)                                       |
| 18 |          | Costa della baia di Tago, Ejiri a Tōkaidō                                          | Tōkaidō Ejiri tago-no-ura (東海道江尻田子の浦略図?)                |
| 19 |          | Yoshida a Tōkaidō                                                                  | 東海道吉田 (Tōkaidō Yoshida?)                                      |
| 20 |          | La rotta marittima della Provincia di Kazusa                                       | Kazusa no kairo (上総の海路?)                                      |
| 21 |          | Il ponte Nihonbashi di Edo                                                         | Edo Nihon-bashi (江戸日本橋?)                                      |
| 22 |          | Il villaggio di Sekiya sul Sumida                                                  | Sumidagawa Sekiya no sato (隅田川関屋の里?)                        |
| 23 |          | Baia di Noboto                                                                     | Noboto-ura (登戸浦?)                                               |
| 24 |          | Il lago di Hakone nella Provincia di Sagami                                        | Sōshū Hakone kosui (相州箱根湖水?)                                 |
| 25 |          | Il Fuji riflesso nel Lago Kawaguchi, visto dal Passo Misaka nella Provincia di Kai | 甲州三坂水面 (Kōshū Misaka suimen?)                                |
| 26 |          | Hodogaya sulla via di Tōkaidō                                                      | Tōkaidō Hodogaya (東海道保ケ谷?)                                   |
| 27 |          | Il fiume Tama nella Provincia di Musashi                                           | Bushū Tamagawa (武州玉川?)                                         |
| 28 |          | Il tempio di Asakusa Hongan-ji nella capitale orientale                            | Tōto Asakusa honganji (東都浅草本願寺?)                            |
| 29 |          | L'isola Tsukuda nella Provincia di Musashi                                         | Buyō Tsukuda-jima (武陽佃島?)                                      |
| 30 |          | La spiaggia di Shichiri nella Provincia di Sagami                                  | Soshū Shichiri-ga-hama (相州七里浜?)                               |
| 31 |          | Umezawa nella Provincia di Sagami                                                  | Soshū umezawanoshō (相州梅沢庄?)                                   |
| 32 |          | Il pescatore di Kajikazawa                                                         | Kōshū Kajikazawa (甲州石班沢?)                                     |
| 33 |          | Il Passo di Mishima nella Provincia di Kai                                         | Kōshū Mishima-goe (甲州三嶌越?)                                    |
| 34 |          | Il Fuji visto dalle montagne di Tōtōmi                                             | Tōtōmi sanchū (遠江山中?)                                          |
| 35 |          | Il Lago Suwa nella Provincia di Shinano                                            | Shinshū Suwa-ko (信州諏訪湖?)                                      |
| 36 |          | Ushibori nella Provincia di Hitachi                                                | Jōshū Ushibori (常州牛掘?)                                         |

### Le successive 10
| №  | Immagine | Titolo Italiano                                            | Titolo Giapponese                                              |
| -- | -------- | ---------------------------------------------------------- | -------------------------------------------------------------- |
| 37 |          | La segheria di Honjō                                       | Honjo Tatekawa (本所立川?)                                     |
| 38 |          | Nakahara nella Provincia di Sagami                         | Senju Hana-machi Yori Chōbō no Fuji (従千住花街眺望の不二?)    |
| 39 |          | Shinagawa sulla via di Tōkaidō                             | Tōkaidō Shinagawa Goten'yama no Fuji (東海道品川御殿山の不二?) |
| 40 |          | Soshu Nakahara                                             | Sōshū Nakahara (相州仲原?)                                     |
| 41 |          | L'aurora a Isawa nella Provincia di Kai                    | Kōshū Isawa no Akatsuki (甲州伊沢暁?)                          |
| 42 |          | La parte posteriore del Fuji visto dal fiume Minobu        | Minobu-gawa ura Fuji (身延川裏不二?)                           |
| 43 |          | Ono Shinden Provincia di Suruga                            | Sunshū Ōno-shinden (駿州大野新田?)                             |
| 44 |          | La piantagione di tè di Katakura nella Provincia di Suruga | Sunshū Katakura chaen no Fuji (駿州片倉茶園の不二?)            |
| 45 |          | Il Fuji da Kanaya nella regione di Tōkaidō                 | Tōkaidō Kanaya no Fuji (東海道金谷の不二?)                     |
| 46 |          | L'ascesa del Fuji                                          | Shojin tozan (諸人登山?)                                       |